# Samuel Hearne
Pour l’article ayant un titre homophone, voir Hearn.
Samuel Hearne (1745, Londres - novembre 1792) est un explorateur du Nord du Canada.

## Biographie
Samuel Hearne est né en février 1745 à Londres, en Angleterre. Le père de Hearne, ingénieur senior de la London Bridge Water Works, meurt en 1748. Ses autres proches sont sa mère Diana, et sa sœur Sarah, de trois ans plus jeune que Samuel. Hearne rejoint la Royal Navy en 1756 à l'âge de 12 ans comme aspirant sous les ordres du capitaine Samuel Hood. Il reste avec Hood pendant la guerre de Sept Ans, et assiste à de nombreuses actions pendant le conflit, comme le bombardement du Havre. À la fin de la guerre de Sept Ans, ayant servi dans la Manche et la Méditerranée, il quitte la marine en 1763. Ses activités au cours des trois années suivantes sont inconnues.
En février 1766, il rejoint la Compagnie de la Baie d'Hudson en tant que matelot sur le sloop Churchill, qui a ensuite été engagé dans le commerce des Inuits de Fort Prince-de-Galles, à Churchill, au Manitoba. Deux ans plus tard, il devient officier de pont sur le brigantin Charlotte et participe pendant une courte durée à la chasse à la baleine noire. En 1767, il trouve les restes de l'expédition de James Knight. En 1768, il reconnaît une partie des côtes de la baie d'Hudson en vue de l'amélioration de la pêche à la morue. Pendant ce temps, il acquiert une réputation de marcheur en raquettes. Hearne réussit à améliorer ses compétences en navigation en observant l'astronome William Wales. Ce dernier était à la baie d'Hudson au cours des années 1768-1769 après avoir été commandité par la Royal Society pour observer le transit de Vénus avec Joseph Dymond.
Entré dans la Royal Navy à la fin de la guerre de Sept Ans, il travaille pour la Compagnie de la Baie d'Hudson où il est employé à explorer le Nord-Ouest du Canada à la recherche de mines de cuivre que les Amérindiens avaient décrites. Il découvre la rivière Coppermine et trace son cours jusqu'à l'océan Arctique. Il  devient ainsi le premier occidental à atteindre l'océan Arctique via l'intérieur des terres. Il assiste sans pouvoir s'y opposer au Massacre de Bloody Falls, au cours duquel une vingtaine d'Esquimaux (Inuit du cuivre), hommes, femmes et enfants, sont assassinés par surprise et sans raison particulière par ses compagnons indiens Tchipewyans et Déné Yellowknives. Gouverneur du Fort Prince-de-Galles, il est capturé par Jean-François de La Pérouse. Auteur de A Journey from Prince of Wales’s Fort in Hudson’s Bay to the Northern Ocean, il est cité par Charles Darwin dans L'Origine des espèces.
Le récit de son expédition à travers le Grand Nord canadien jette sur les coutumes des Indiens qui habitaient ces régions un éclairage assez éloigné du mythe du « bon sauvage » digne et écologiste. Outre le massacre gratuit de Bloody Falls, Hearne a été choqué par leur absence générale de sens moral, leur attitude envers les femmes (y compris les leurs), ainsi que par leur imprévoyance et les gaspillages de gibier auxquels ils pouvaient se livrer.
En septembre 1783, Hearne revient construire une modeste maison de bois (nommée Fort Churchill) sur l'emplacement exact du poste d'origine à Churchill. Il constate que la situation du commerce britannique s'est nettement détériorée. La population indienne a été décimée par la variole et la famine en raison du manque de fournitures de chasse telles que la poudre et le plomb. Matonabbee s'était suicidé en apprenant la capture du fort, et le reste des principaux Indiens de Churchill avait déménagé dans d'autres postes. Le concours des Canadiens, qui maintenant avaient pénétré la patrie des Chippewas, a été à ce moment plus intense que jamais. Hearne a augmenté, sensible à la critique de sa gestion du commerce, la pêche à la baleine, et les activités de contrebande des serviteurs de Orkney. Il affirma au comité de Londres qu'il avait "servi aussi scrupuleusement et fidèlement à demeurer un personnage respectable dans votre service." Sa santé commença à décliner et il se retira de son commandement de Fort Churchill le 16 août 1787.
Pendant sa retraite à Londres, Hearne a été apaisé par les attentions des scientifiques et des directeurs de la compagnie. Dans la dernière décennie de sa vie, il a utilisé ses expériences sur les landes, sur la côte nord, et à l'intérieur du Canada pour aider les naturalistes comme Thomas Pennant dans leurs recherches. Il a également travaillé sur le manuscrit de ce qui allait devenir A Journey from Prince of Wales’s Fort in Hudson’s Bay to the Northern Ocean, le livre qui établirait son titre de gloire. Ses journaux et des cartes de voyage d'origine 1769-1772 n'étaient pas destinés au public, mais son intérêt pour la géographie et la vie de l'intérieur largement inexploré avaient conduit à leurs prêts par la Royal Society à l'Amirauté et à des scientifiques.
Dans les années après son voyage, il a continué à compiler le matériel, et le comte de Lapérouse, quand il a lu le manuscrit après sa capture, avait demandé sa publication. Dans cet avis, il a été rejoint en Angleterre par le Dr John Douglas, l'éditeur des journaux de Cook et William Wales. Le voyage de Hearne a été publié à Londres, trois ans après sa mort. Avant sa mort, il avait ajouté aux manuscrits deux chapitres sur les Chipewyans et les animaux des régions du Nord et avait inséré dans son récit des descriptions de méthodes de chasse, le traitement des femmes, des artefacts inuits, et les habitudes des castors, du bœuf musqué et du bison des bois. Ses généralisations anthropologiques sont soutenus par les comptes rendus des personnes et des événements réels, et son portrait des Chipewyans est l'un des meilleurs de toute la tribu dans la phase de contact précoce. Attaché à réfuter les critiques de l'inactivité de la CBH dans l'exploration, Hearne est encore assez philosophique à se demander si les Indiens de l'intérieur bénéficiaient réellement de la traite des fourrures. Le livre, destiné à des spécialistes et non au grand public, est écrit dans un style sans fioritures. Il a connu deux éditions en anglais, et en 1799 a été traduit en allemand, néerlandais et français.

## Œuvres traduites en français
- Le piéton du Grand Nord, première traversée de la toundra canadienne (1769-1772), éd. établie et présentée par Marie-Hélène Fraïssé, Petite Bibliothèque Payot, 2005  (ISBN 2-228-89579-2)